# Michel Jouvenel des Ursins
Michel Jouvenel des Ursins né en 1408 et décédé en ?, fils de Jean Jouvenel des Ursins et de Michelle de Vitry, et frère de Guillaume Jouvenel des Ursins, Jacques Jouvenel des Ursins, et Jean II Jouvenel des Ursins.
De 1455 à 1461 il fut bailli dans la ville qui fut le berceau de la famille Jouvenel, la cité de Troyes. Puis il devint écuyer.

## Sources
- Charles VII de Georges Minois.

- Notices d'autorité :   - VIAF
  - BnF (données)